# Friedrich von Hermann

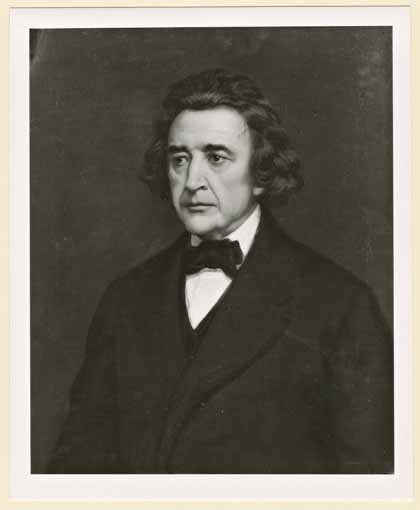
Friedrich von Hermann.

Friedrich Benedikt Wilhelm von Hermann, född 5 december 1795 i Dinkelsbühl, död 23 november 1868 i München, var en tysk nationalekonom och statistiker.
Herrmann blev 1827 extra ordinarie och 1833 ordinarie professor i nationalekonomi vid universitetet i München. År 1850 utnämndes han till chef för statistiska byrån i Bayern och 1855 till statsråd. Han ansågs vara en av Tysklands mest framstående nationalekonomer och bland hans skrifter märks främst Staatswirthschaftliche Untersuchungen (1832; andra omarbetade upplagan 1870). Åren 1850-66 redigerade han "Beiträge zur Statistik des Königreichs Bayern". Han invaldes som ledamot av bayerska vetenskapsakademien i München 1835.